# Momčilo Đujić
Momčilo Đujić (ur. 27 lutego 1907 w Topolju k. Knina, zm. 11 września 1999 w San Marcos w USA) – serbski duchowny prawosławny, nacjonalista odpowiedzialny za czystki etniczne na ludności chorwackiej, oficer czetnicki podczas II wojny światowej.

## Życiorys
Momčilo R. Đujić uczył się w szkole powszechnej w Kninie, a następnie gimnazjum w Szybeniku. Przeszedł jednak do seminarium prawosławnego w miejscowości Sremski Karlovci. W 1933 otrzymał święcenia kapłańskie. Pierwsze probostwo objął we wsi Strmica koło Knina. Uczestniczył w demonstracjach w Belgradzie skierowanych przeciwko podpisaniu przez rząd jugosłowiański konkordatu ze Stolicą Apostolską na krótko przed agresją Niemiec na Jugosławię 6 kwietnia 1941.
Po powstaniu Niepodległego Państwa Chorwackiego (NDH) i pierwszych masakrach Serbów dokonywanych przez Chorwatów, Đujić wraz z grupą swoich popleczników rozbroił posterunek żandarmerii w Strmicy. Kiedy w rejon Knina przybyło włoskie wojsko, znalazł się w obozie dla serbskich uchodźców. 13 sierpnia 1941 roku brał udział w spotkaniu z Włochami w miejscowości Pađeni, gdzie serbscy nacjonaliści podpisali umowę o kolaboracji z Włochami.
Latem 1941 sformował czetnicki oddział partyzancki w północnej Dalmacji, stając na jego czele. We wrześniu został dowódcą pułku czetnickiego „Petar Mrkonjić”. Jego oddziały formalnie wchodziły w skład Ochotniczej Milicji Antykomunistycznej, podlegającej włoskim władzom okupacyjnym.
W 1942 otrzymał tytuł czetnickiego wojewody. Brał udział w organizowaniu Czetnickiej Dywizji Dinarskiej, a następnie został jej dowódcą. Walczył z partyzantami Tity i chorwackimi ustaszami, współpracując natomiast z Włochami, jak też Niemcami. Ponadto Dywizja Dinarska przeprowadzała czystki etniczne wśród Chorwatów. 10 lutego Đujić i pozostali dowódcy czetniccy, Ilija Mihić, Petar Baćović i Radovan Ivanišević, podpisali wspólną odezwę nawołującą Serbów do zniszczenia „Żydów-komunistów”. Pod koniec września 1943 dowództwo niemieckiej 114 Dywizji Piechoty otrzymało od najwyższego dowództwa rozkaz aresztowania M. Đujicia, co było związane z obawami przed rzekomym lądowaniem aliantów w Dalmacji i przyłączeniem się do nich czetników. Rozkaz został jednak zlekceważony przez lokalnych dowódców, gdyż potrzebowali oni pomocy do walki z NOVJ Josipa Broz Tity. W grudniu 1944 Dywizja Dinarska wycofała się za zgodą władz NDH poprzez chorwackie Przymorze i Istrię do Słowenii. W pierwszych dniach maja 1945 skapitulowała przed Brytyjczykami.
Momčilo Đujić został aresztowany i osadzony w obozie tymczasowym w miejscowości Eboli we Włoszech. Wypuszczony na wolność wyjechał do USA, a następnie Kanady, gdzie założył Ruch Serbskich Czetników „Ravne Gore”. W komunistycznej Jugosławii był oskarżony o zbrodnie wojenne i kolaborację oraz zaocznie skazany na karę śmierci. Władze amerykańskie jednak nigdy nie zgodziły się na wydanie go. Ostatni okres swojego życia spędził w Kalifornii.
28 czerwca 1989 roku Đujić nadał tytuł wojewody Vojislavowi Šešeljowi, przywódcy Serbskiej Partii Radykalnej (SRS), która odwołuje się do tradycji czetników. Odwołał go jednak w grudniu 1998 z powodu współpracy SRS ze Slobodanem Miloševiciem, którego polityki nie aprobował.